# Лупу Наталія Олексіївна
Наталія Олексіївна Лупу  (нар. 4 листопада 1987, Маршинці, Чернівецька область, Україна) — українська легкоатлетка, бігунка на середні дистанції, призерка чемпіонатів Європи та світу, олімпійка.

## Життєпис
Наталія представляла Україну на Лондонській олімпіаді на дистанції 800 метрів, але не пробилася до фіналу.
5 жовтня 2015-го Наталія Лупу на Всесвітніх іграх серед військовослужбовців (Південна Корея) здобула золоту медаль.
На Олімпійських іграх 2016 у Ріо-де-Жанейро Наталія Лупу також пробилась до півфіналу.
Указом Президента України № 336/2016 від 19 серпня 2016 року нагороджена ювілейною медаллю «25 років незалежності України».
31 травня 2017 року стало відомо, що Лупу дискваліфікована за вживання допінгу на 8 років.

### Виступи на Олімпіадах
| Олімпіада   | Дисципліна | Результат | Місце |                     |
| Лондон 2012 | Біг 800 м  | 2.01,63   | 17    |                     |
| Ріо 2016    | Біг 800 м  | 2.02,10   | 22    | анульовано (Допінг) |